# Аведиков Віктор Овдійович
Ві́ктор Овді́йович Аве́диков (Аведико-Потоцький, Потоцький; 14 (1) лютого 1905, Григоріополь, — 14 лютого 1971, Ужгород) — український актор. Заслужений артист УРСР (1950).

## Життєпис
1933—1937 — навчання в Інституті театрального мистецтва у Москві.
З 1919 року — суфлер у театрі при штабі Першої кінної армії (пізніше — Політвідділу Донбасу).
1923 — дебютував як актор в театрі Дорпрофсожу (м. Вороничі).
1923—1936 — працював у робітничо-селянських театрах Донецької, Харківської і Вінницької областей.
1936—1946 — актор Житомирського українського музично-драматичного театру ім. М. Щорса. 1943—1944 — керівник його фронтової театральної бригади. Згодом цей театр переїхав до Запоріжжя.
1946—1971 — актор Закарпатського українського музично-драматичного театру в Ужгороді.
Помер 14 лютого 1971 року в Ужгороді під час виконання ролі Стецька («Сватання на Гончарівці» Г. Квітки-Основ'яненка).

## Ролі
- Непокритий («Дай серцю волю — заведе в неволю» М. Кропивницького)
- Копистка («97» М. Куліша)
- Хлестаков («Ревізор» М. Гоголя)
- Перчихін («Міщани» М. Горького)
- Труффальдино («Слуга двох панів» К. Ґольдоні)
- Стецько («Сватання на Гончарівці» Г. Квітки-Основ'яненка)

## Родина
Чоловік народної артистки УРСР Анастасії Морозової. Син Овдія та Єлизавети Аведикових, брат Петра Аведикова, дядько Тетяни Авдієнко.